# Bartolomeo Pacca il Giovane
Bartolomeo Pacca, detto il Giovane (Benevento, 25 febbraio 1817 – Grottaferrata, 14 ottobre 1880), è stato un cardinale italiano.
Era figlio di Orazio Pacca e di Giulia Caracciolo di Sant'Eramo ed era pronipote del più noto cardinale omonimo.

## Biografia
Frequentò il Collegio Clementino, poi il Collegio dei Nobili a Velletri ed infine, dal 1835 al 1838, la Pontificia Accademia Ecclesiastica.
Il 6 giugno 1841 fu ordinato sacerdote dall'omonimo prozio, cardinale Pacca.
Ricoprì numerose cariche presso la Curia Romana finché papa Pio IX lo elevò al rango di cardinale nel concistoro del 17 settembre 1875, assegnandogli la diaconia di Santa Maria in Portico Campitelli.
Partecipò al conclave del 1878 che elesse papa Leone XIII.
Morì il 14 ottobre 1880 all'età di 63 anni.